# Carlo Paech
Carlo Paech (né le 18 décembre 1992 à Berlin) est un athlète allemand, spécialiste du saut à la perche.

## Biographie
Il remporte la médaille d'argent des championnats du monde cadets de 2009, à Bressanone en Italie.
En début de saison 2015, franchit à trois reprises, en salle, la marque de 5,65 m, battant et égalant son record personnel. Il participe aux championnats d'Europe en salle 2015 mais ne franchit pas le cap des qualifications. Le 22 mai, il améliore sa meilleure marque en effaçant une barre à 5,75 m à Recklinghausen. Il se classe deuxième du meeting de Doha derrière le Grec Konstadinos Filippidis. Il porte son record personnel à 5,80 m le 14 juin 2015.
Lors des Championnats du monde de Pékin, il est éliminé en qualifications avec 5,65 m. Il améliore son record en salle lors du meeting de Zurich en août, compétition qui se déroule dans la gare. Il réalise 5,67 m.
Durant l'hiver 2016, il porte ce record à 5,70 m puis à 5,77 m lors du meeting de Potsdam où il se qualifie pour les Championnats du monde en salle de Portland. Il devance aux essais le Français Jérôme Clavier.
Le 17 mars 2016, Paech termine 10e lors des championnats du monde en salle de Portland avec une marque de 5,55 m.

## Palmarès
| Date | Compétition                    | Lieu             | Résultat | Marque  |
| ---- | ------------------------------ | ---------------- | -------- | ------- |
| 2009 | Championnats du monde cadets   | Bressanone       | 2e       | 5,10 m  |
| 2013 | Championnats d'Europe espoirs  | Tampere          | finale   | NM      |
| 2015 | Ligue de diamant               | Ligue de diamant | 6e       | détails |
| 2016 | Championnats du monde en salle | Portland         | 10e      | 5,55 m  |

### Records
| Épreuve          | Épreuve   | Performance | Lieu       | Date           |
| ---------------- | --------- | ----------- | ---------- | -------------- |
| Saut à la perche | Plein air | 5,80 m      | Deux-Ponts | 14 juin 2015   |
| Saut à la perche | Salle     | 5,77 m      | Potsdam    | 5 février 2016 |